# Дідгорська битва (1121)
Дідгорська битва (груз. დიდგორის ბრძოლა) — битва, що відбулася 12 серпня 1121 року між військом Грузинського царства і військом сельджуків. Битва призвела до знищення сельджуцької армії і визволення міста Тбілісі, яке стало столицею країни. З цього часу почалося «Золоте Сторіччя» грузинської історії. У пам'ять про битву відбувається щорічний фестиваль, відомий як Дідгороба (груз. დიდგორობა).